# کراسنوارمیسک، اوبلاست ساراتوف
شهر کراسنوارمیسک، اوبلاست ساراتوف (به روسی: Красноармейск) در کشور روسیه و در اوبلاست ساراتوف واقع شده‌است.